# Afonsoeiro
Afonsoeiro is een plaats (freguesia) in de Portugese gemeente Montijo en telt 3536 inwoners (2001).